# 志村玲那
志村 玲那（しむら れな、1994年12月28日 - ）は、日本の女優、タレント、歌手である。東京都出身。芸映所属。元「キグルミ」メンバー。既婚。

## 略歴
2002年、『あっぱれさんま大先生』（フジテレビ）に出演。
2006年9月、コマーシャルソング「たらこ・たらこ・たらこ」を歌う2人組、「キグルミ」として歌手デビュー。たらこの被り物をつけて出演したCMがヒットし、楽曲が最年少で日本レコード大賞特別賞を受賞するなど、多忙な日々を過ごす。1年半の活動を経て、2008年4月末日をもってキグルミを卒業。今後は学業に専念しながら芸能活動を継続していくとコメントした。
2008年3月に舞台『MIDSUMMER CAROL ガマ王子 vs ザリガニ魔人』のヒロイン・パコ役で女優としてデビュー、同年7月期の『正義の味方』でドラマ初出演。中学3年時に高校受験による一時休業を経て、高校入学後より芸能活動を再開し映画やテレビなどに出演する。
所属事務所はSugar&Spice→アミューズ→芸映。

## 人物
身長は154cm。バストはGカップ。
趣味は、本読み、バトン、ネイル　サーフィン 。
特技は、バレエ、バトン、犬のしつけ。
長所は、何事にも前向きに取り組むところ。短所は、おっちょこちょいなところ。
あっぱれさんま大先生時代は「かわいいが、ちょっとだけ自意識過剰な女の子」と言うキャラクターであった。
2025年5月25日、自身のInstagramを更新し、かねてより交際を重ねていた一般男性と結婚したことを報告した。

## 出演

### テレビドラマ
- 正義の味方（2008年7月9日 - 9月10日、日本テレビ） - 島崎麻衣 役
- アイシテル〜海容〜（2009年4月15日 - 6月17日、日本テレビ） - 麻衣子 役
- デカワンコ（2011年1月15日 - 3月26日、日本テレビ） - ありさ 役
  - デカワンコスペシャル（2012年1月7日） - ありさ / しじみ 役
- ブラックボード〜時代と戦った教師たち〜 第3夜（2012年4月7日、TBS）
- 東京全力少女（2012年10月10日 - 12月19日、日本テレビ） - 玉川美香 役
- 戦力外捜査官 第7話（2014年2月22日、日本テレビ） - 佐藤茜 役
- 死神くん 第2話（2014年4月25日、テレビ朝日）
- その男、意識高い系。（2015年3月3日 - 4月21日、NHK BSプレミアム） - 柴田桃音 役
- 民王（2015年、テレビ朝日） - 学友 役
- ホテルコンシェルジュ 第8話（2015年9月1日、TBS） - 原田英梨香 役

### 配信ドラマ
- みんな!エスパーだよ! 〜欲望だらけのラブウォーズ〜（2015年8月19日、dTV）

### 映画
- Lost Harmony（2011年12月3日、ゴー・シネマ） - 鈴木愛子 役
- SRサイタマノラッパー ロードサイドの逃亡者（2012年4月28日、SPOTTED PRODUCTIONS）
- 希望の国（2012年10月20日、ビターズ・エンド）
- 男子高校生の日常（2013年10月12日、ショウゲート） - 佐竹 役
- 渇き。（2014年6月27日、ギャガ）
- 神さまの言うとおり（2014年11月15日、東宝）
- 暗殺教室（2015年3月21日、東宝） - 倉橋陽菜乃 役
- 咲-Saki-（2017年2月3日、プレシディオ） - 門松葉子 役

### バラエティ
- あっぱれさんま大先生（2002年、フジテレビ）

### CM
- DTCトリロジー
- 日本生命
- マクドナルド ハッピーセット（2004年）

### スチール
- キヤノン パワーショット（2006年）
- NTTドコモ

### イベント
- 愛・地球博
- バンダイ ウィルコム「キッズケータイぱぴぽ」
- バンダイ キッズセシール

### 舞台
- キューブ/G2プロデュース「MIDSUMMER CAROL ガマ王子 vs ザリガニ魔人」（2008年3月21日 - 4月21日、東京 / 地方） - パコ 役
- STRAYDOG Produce『映像都市・チネチッタ』（2013年5月2日 - 6日、テアトルBONBON）
- 天才劇団バカバッカ「タイム・アフター・タイム」（2013年7月31日 - 8月4日、中野・ザ・ポケット）
- AUBE GIRL'S STAGE「ため生き2018」(2018年11月1日 - 4日、コフレリオ新宿シアター) - TEAM BLUE 主演 荻野彩 役
- JPR BUFFプロデュース「Wells -魔女と夜明けの星-」（2019年12月21日 - 29日、新宿村LIVE、作・演出：浮谷泰史）